# Будылин, Сергей Владимирович
Серге́й Влади́мирович Буды́лин (род. 31 октября 1979, Нижнекамск, Татарская АССР) — российский футболист, полузащитник. Брат Юрия Будылина.

## Карьера
Воспитанник нижнекамского футбола. В профессиональном футболе начал выступать за «Нефтехимик». После пяти лет в составе нижнекамской команды, где провёл три сезона в Первом дивизионе (1997, 1998, 2001) и два (1999, 2000) — во Втором, перешёл в команду Высшего дивизиона московское «Торпедо».
В Премьер-лиге дебютировал 13 марта 2002 года в гостевом матче 2-го тура чемпионата-2002 против земляков из «Торпедо-ЗИЛа» (вышел на замену на 88-й минуте), хотя в заявке был и на матч первого тура.
Сезон-2007 провёл в казанском «Рубине», где бо́льшую часть сезона выходил в основном составе.
В январе 2008 года Будылин подписал 3-летний контракт с клубом высшего дивизиона «Крылья Советов» (Самара). 14 марта дебютировал в составе «Крыльев» в матче 1-го тура чемпионата России с командой «Терек» (3:0).
21 сентября 2010 года после провального матча с пермским «Амкаром» Будылин вместе с Русланом Аджинджалом и Александром Белозеровым был отчислен из «Крыльев Советов» с формулировкой «за снижение спортивных результатов», однако позже клуб вернул их в молодёжный состав из-за нежелания платить неустойку по действующему контракту.
24 февраля 2011 года подписал контракт с «КАМАЗом», где провёл сезон-2011/12 в Первенстве ФНЛ.
В сезоне-2012/13 выступал за оренбургский «Газовик» во втором дивизионе.
В 2015 году вместе с братом стал выступать за команду «Нефтехимик-2» в чемпионате Татарстана.

## Достижения
- Победитель Второго дивизиона (переход в Первый дивизион): 2000 (зона «Урал»)
- Победитель Второго дивизиона (переход в Первый дивизион): 2012/13 (зона «Урал-Поволжье»)